# Vicente de Ribas
Vicente de Ribas, O.S.B. (Valência, século XIV –  Monistrol de Montserrat, 10 de novembro de 1408) foi um abade e cardeal aragonês da Igreja Católica, que foi abade do Mosteiro de Montserrat.

## Biografia
Doutorou-se em Direito Canônico, foi nomeado prior do mosteiro de Santa María de Montserrat pelo Papa Urbano VI em 1384, mas o antipapa Clemente VIII nomeou Pere de Vergne para o mesmo posto, ao mesmo tempo; assim, Dom Pedro IV, o Cerimonioso, não reconheceu nenhuma das duas nomeações e o prior Ribas não pode tomar posse até a morte do rei, que ocorreu em 1387.
Foi nomeado chanceler do rei Dom Martim I de Aragão antes de 1395 e, mais tarde, seu embaixador perante o Papa. Ele e seu mosteiro permaneceram leais ao papa mesmo quando a Catalunha e sua igreja reconheceram o antipapa de Avinhão.
Foi criado cardeal pelo Papa Gregório XII no consistório de 19 de setembro de 1408, recebendo o título de cardeal-presbítero de Santa Anastácia.
Morreu em 10 de novembro de 1408, em Monistrol de Montserrat, sendo provavelmente sepultado no Mosteiro de Montserrat.